# Alitrétinoïne
L’alitrétinoïne est un dérivé de la vitamine A utilisé dans le traitement de certains cancers. 

## Usage médical
L'alitrétinoïne est utilisé pour traiter le sarcome de Kaposi dû au SIDA et l'eczéma des mains,. Il est uniquement utilisé pour traiter les maladies de la peau. Le médicament est appliqué sur la peau ou pris par voie orale.

## Effets secondaires
Les effets secondaires de l'alitrétinoïne, dans les formes appliquées sur la peau, comprennent des démangeaisons, une desquamation de la peau ou des éruptions cutanées. Les effets secondaires courants lorsqu'ils sont pris par voie orale comprennent la perte de cheveux, un faible nombre de globules rouges, la fatigue, l'hypertension artérielle, un taux de cholestérol élevé ou des bourdonnements d'oreilles. D'autres effets secondaires peuvent inclure des coups de soleil. L'utilisation pendant la grossesse de ce médicament  peut nuire au fœtus.

## Histoire
L'alitrétinoïne a été approuvé pour un usage médical aux États-Unis en 1999. Bien que son utilisation ait été approuvée en Europe en 2000, son utilisation a ensuite été retirée. Il est disponible sous forme de médicament générique. Au Royaume-Uni, un mois de pilules coûte au NHS environ 500 livres sterling à partir de 2021. Aux États-Unis, un tube de 60 grammes coûte environ 5 600 dollars américains en 2022.